# Anca Grigoraș
Anca Grigoraș (Comănești, 8 novembre 1957) è un'ex ginnasta rumena, medaglia d'argento ai Giochi olimpici di Montréal nel 1976.